# Manmanning
Manmanning är en ort i Australien. Den ligger i kommunen Dowerin och delstaten Western Australia, omkring 170 kilometer nordost om delstatshuvudstaden Perth.
Trakten runt Manmanning är nära nog obefolkad, med mindre än två invånare per kvadratkilometer.. Det finns inga andra samhällen i närheten. 
Trakten runt Manmanning består till största delen av jordbruksmark. Genomsnittlig årsnederbörd är 398 millimeter. Den regnigaste månaden är september, med i genomsnitt 49 mm nederbörd, och den torraste är december, med 10 mm nederbörd.